# ソラシド (曲)
「ソラシド」は、GReeeeNの13枚目のシングル。2011年7月20日にNAYUTAWAVE RECORDSから発売された。

## 概要
表題曲「ソラシド」は、GReeeeNのシングル表題曲の中で初めて3分を切っており2024年現在最短である。初回限定盤には、表題曲「ソラシド」のMUSIC CLIPを収録したDVDが同梱されている。

## 収録曲
（全作詞・作曲：GReeeeN、編曲：JIN）
1. ソラシド [2:54] 
  - テレビ朝日系列『お願い!ランキング』8月度エンディングテーマ
  - 元千葉ロッテマリーンズの大谷智久投手が、自身の登場曲として使用していた。
2. EZ [3:25]

## 収録アルバム
- 歌うたいが歌うたいに来て 歌うたえと言うが 歌うたいが歌うたうだけうたい切れば 歌うたうけれども 歌うたいだけ 歌うたい切れないから 歌うたわぬ!?（#1）
- C、Dですと!?（#1）
- ALL SINGLeeeeS 〜& New Beginning〜（#1）